# 목뒤털

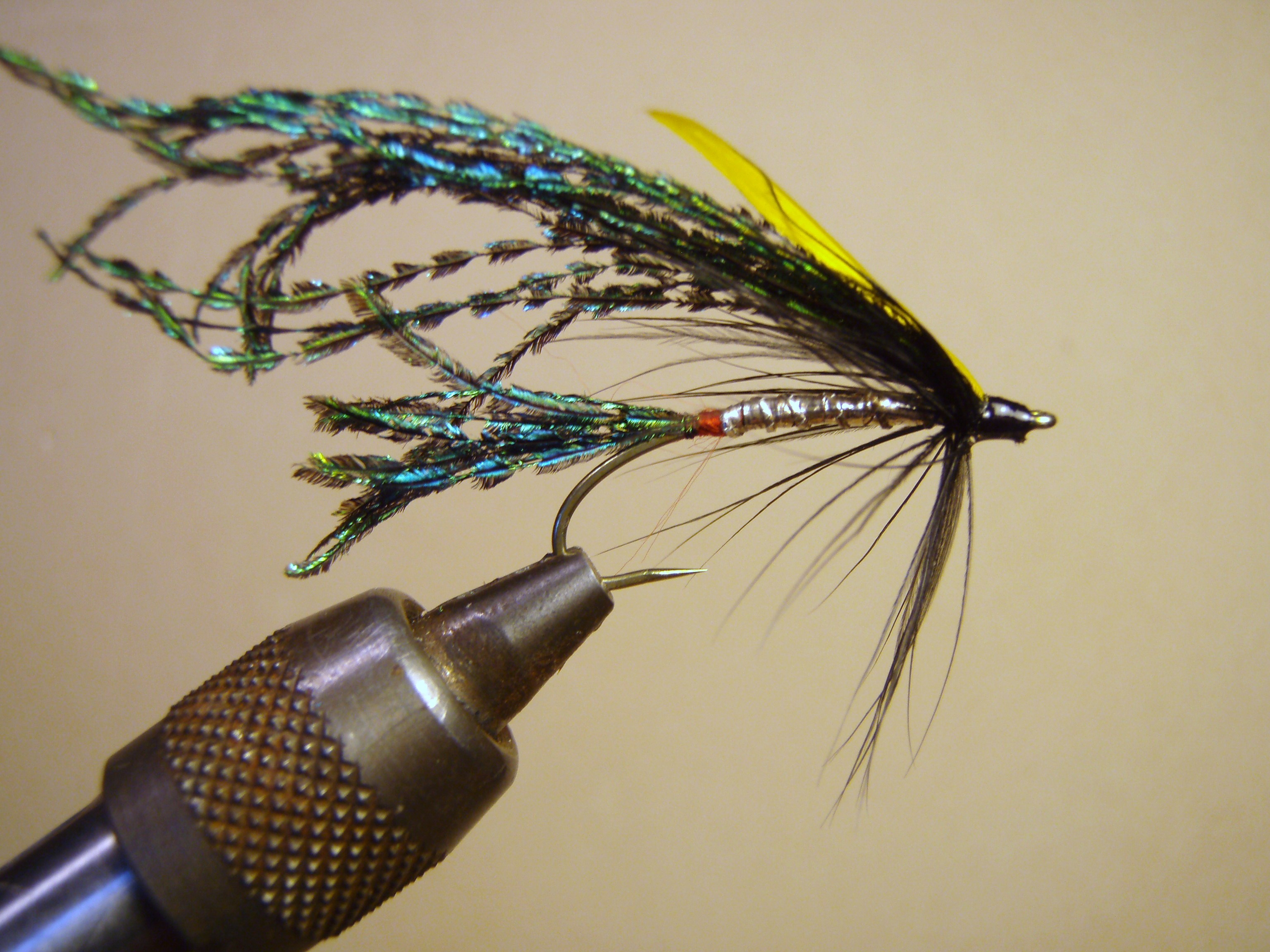
Favorite Flies and Their Histories에서 나온 알렉산드라 기반의 파리 메리 오비스 마버리 무늬. 1892년.

목뒤털(영어: hackles)은 닭 등 특정 종에서 나타나는 목 뒤의 길고 특이한 깃털 형식의 털이다. 이것은 특히 닭에게서 많이 찾아볼 수 있다. 이 털은 주로 장식 깃털(fly lure)에서 많이 사용한다.
또한, 이 용어는 동물의 목 뒤쪽을 따라 자라는 털도 가리키며 주로 개에게서 많이 나타난다.